# São Miguel das Matas
São Miguel das Matas è un comune del Brasile nello Stato di Bahia, parte della mesoregione del Centro-Sul Baiano e della microregione di Jequié.